# Союз государств Белуджистана
Союз государств Белуджистана — административная единица в составе Пакистана, существовавшая в 1952—1955 годах.
Союз государств Белуджистана был создан 3 октября 1952 года путём объединения четырёх ханств — Калата, Харана, Лас Белы и Макрана. Ханы остались правителями своих владений, однако ряд полномочий были переданы Совету правителей, который возглавил хан Калата. Решения по важнейшим вопросам должна была принимать джирга (совет знати).
14 октября 1955 года все прежние административные единицы западной части тогдашнего Пакистана были ликвидированы, а вместо них образована одна гигантская провинция Западный Пакистан.